# Belagerung von Granada
Mit der Belagerung von Granada durch die Truppen des kastilischen Königspaares Isabella I. und Ferdinand V. und die dadurch erzwungene Übergabe der Stadt und der Alhambra wurde 1492 die Herrschaft der Mauren auf der iberischen Halbinsel beendet.

## Vorgeschichte
Zu Beginn des 8. Jahrhunderts eroberten muslimische Truppen nahezu die gesamte iberische Halbinsel. Im Verlauf der folgenden Jahrhunderte wurde das von Muslimen regierte Gebiet ständig kleiner und beschränkte sich zuletzt nur noch auf das Emirat von Granada. Ab dem Jahr 1482 wurden dann auch Anstrengungen unternommen, das Königreich Granada in das Herrschaftsgebiet der Krone von Kastilien einzubeziehen. Streitigkeiten in der Herrscherfamilie schwächten die Verteidigungskraft des Emirates. Muhammad XII. (bekannt als „Boabdil“), der Sohn des Emirs Abu l-Hasan Ali, versuchte seinen Vater und seinen Onkel Muhammad XIII. (bekannt als „El Zagal“) zu stürzen. Das gelang ihm aber nur zum Teil, so dass das Emirat zeitweilig in zwei Herrschaftsgebiete geteilt war.
Boabdil wurde zweimal, 1483 und 1486, im Rahmen der Kampfhandlungen von den Truppen der katholischen Könige gefangen genommen. Im Jahr 1483 wurde er nach dem Abschluss eines zweijährigen Friedensabkommens entlassen. 1486 wurde er sogar mit Waffen und Lebensmitteln versehen, um in Granada gegen seinen Onkel zu rebellieren.
Nachdem Muhammad XIII im Dezember 1489 die Städte Almería und Guadix kampflos an die katholischen Könige übergeben hatte, ging er ins Exil nach Nordafrika.
Als letzte maurische Bastion war am Ende des Jahres 1489 nur noch Granada geblieben.
Im Januar 1490 bot Boabdil den katholischen Königen durch den Wesir Al-Mulih Übergabeverhandlungen an. Martín de Alarcón und Gonzalo Fernández de Córdoba y Aguilar vertraten die katholischen Könige bei den Verhandlungen in Granada. Diese blieben allerdings ohne greifbares Ergebnis.  Als ein Grund für das Scheitern wird angenommen, dass Boabdil weiterhin auf Unterstützung aus Nordafrika hoffte. Im Verlauf des Jahres trafen tatsächlich Freiwillige aus Nordafrika in Granada ein, mit deren Unterstützung Boabdil die Küstenstadt Adra und die Stadt El Padul erobern konnte und Granada so, nach dem Verlust von Almería, wieder eine Verbindung zum Meer hatte.

## Belagerung
Nachdem die Verhandlungen zwischen den Katholischen Königen und Boabdil 1490 gescheitert waren, planten die christlichen Truppen eine großräumige Einkesselung der Stadt Granada. Da diese Belagerung voraussichtlich viel Zeit in Anspruch nehmen würde, wollte man erst im Jahr 1491 damit beginnen. Zur Vorbereitung der Aushungerung der Stadt wurde in der fruchtbaren Vega 1490 die Ernte systematisch vernichtet. Zum Oberbefehlshaber (Capitán general) der kommenden militärischen Aktion wurde Diego López de Pacheco y Portocarrero, Marquis von Villena ernannt. Da die sonst übliche Beschießung einer belagerten Stadt durch die Artillerie nicht geplant war, wurden zu Ende des Jahres die deutschen Artilleristen entlassen, die seit der Belagerung von Ronda einen Teil der kastilischen Truppen bildeten. Die anderen Einheiten wurden auf den 30. März des Jahres 1491 wieder einbestellt.
Von Sevilla aus zogen die Katholischen Könige im April 1491 in Richtung Granada. Ende des Monats wurde nahezu kampflos ein weiter Belagerungsring um die Stadt geschlossen, der in der kommenden Zeit immer enger gezogen wurde, sodass die Lebensmittelversorgung unterbunden werden konnte.
Zu Beginn des Monats Juni wurde damit begonnen, etwa zehn Kilometer nordwestlich von Granada einen neuen Truppenstützpunkt mit dem Namen Santa Fe zu errichten. Im Gegensatz zu den bisherigen Feldlagern war dieses Lager keine vorübergehende Einrichtung, sondern bestand aus dauerhaft errichteten Gebäuden. Am Kreuzungspunkt zweier Hauptstraßen befand sich ein Marktplatz. Das Ganze wurde von Gräben und Befestigungsmauern mit achtzig Türmen umgeben. An diesem Ort ließen sich die Katholische Könige mit ihrem Hofstaat nieder.
Ab August fanden in der Umgebung von Granada keine nennenswerten Kampfhandlungen mehr statt. Innerhalb der Stadt ergab sich ein Streit zwischen den Befürwortern einer schnellen, kampflosen Übergabe mit der Möglichkeit ehrenvolle Bedingungen zu erreichen und den Gegnern einer Übergabe. In Granada lebten außer den angestammten Bewohnern eine große Anzahl von Flüchtlingen aus den Gebieten, die in den letzten Jahren von den christlichen Truppen erobert worden waren. Darunter auch ehemalige Christen, die zum Islam konvertiert waren (Elches genannt). Bei einer Gefangennahme durch christliche Truppen mussten sie mit einer Verurteilung durch die Inquisition rechnen. Diese Flüchtlinge hatten meist nichts mehr zu verlieren und standen daher jeder Art von Kapitulation ablehnend gegenüber.
Es wird vermutet, dass bereits lange vor der Aufnahme der offiziellen Verhandlungen, vielleicht sogar vor dem Beginn der Belagerung geheime Verhandlungen stattgefunden hatten und sogar ein fertiger Übergabevertrag vorlag und Boabdil nur, um das Gesicht zu wahren, abwartete, bis die Bevölkerung die Kapitulation verlangte.

## Vertrag von Granada
Die offiziellen Verhandlungen wurden auf der Seite des Emirates von Granada von dem Wesir Abu'l Qasim Abd al-Malik und Muhammad al-Baqqani geführt. Das Königreich Kastilien wurde von dem königlichen Sekretär Fernando de Zafra und Gonzalo Fernández de Córdoba y Aguilar vertreten. Am 25. November 1491 wurden im Feldlager von Santa Fe die Verträge bezüglich der Übergabe Granadas an die Katholischen Könige unterschrieben. Diese Verträge bestanden aus 77 Abschnitten, in denen einerseits die Rechte der Eroberer, aber auch die Rechte der Besiegten im Einzelnen festgelegt wurden.
Dem Emir Muhammad XII. wurde zugesagt, dass er und seine Familie in der Region Alpujarras eine kleine Herrschaft erhalten würden die als muslimische Enklave seiner Gewalt unterstehen sollte. Für einige höhere Würdenträger des Emirates bestanden ähnliche Regelungen.
Es wird häufig unterstellt, dass die Übergabebedingungen nur deswegen so günstig ausfielen, weil König Ferdinand den Verträgen mit dem Hintergedanken zugestimmt habe schon bald Vorwände zu finden, um die Zugeständnisse einschränken zu können. Tatsächlich bestanden zehn Jahre später ein sehr großer Teil der Rechte der Muslime nicht mehr.

## Übergabe der Stadt und der Burg
Die Übergabe der Stadt war in den Abkommen vom 25. November 1491 für den 23. Januar vorgesehen.
Um einen möglichen Aufstand in der Stadt zu vermeiden, besetzten Soldaten unter dem Befehl von Gutierre de Cárdenas mit der Zustimmung Boabdils am 1. Januar 1492 gegen Mitternacht alle strategisch wichtigen Stellen auf der Alhambra und hissten das königliche Banner und die Fahne des Ordens von Santiago auf einem der Türme. Der Emir übergab die Schlüssel der Stadt förmlich an den Vertreter der Katholischen Könige.
Nach diesem in der Öffentlichkeit kaum wahrgenommenen symbolischen Akt erfolgte dann am 2. Januar 1492 die offizielle Zeremonie. Der Festzug wurde von König Ferdinand angeführt. In einigem Abstand folgten Königin Isabella mit ihren Kindern, anschließend Kardinal Pedro González de Mendoza und Vertreter des Adels und der Städte Kastiliens. Der Emir ritt der Parade entgegen und übergab den Königen den Schlüssel von Granada sowie dem zukünftigen Kommandanten der Alhambra und Capitán General Íñigo López de Mendoza y Quiñones den Ring der Regenten Granadas. Anschließend wurden die Gefangenen beider Seiten freigelassen, und Boabdil begab sich mit seiner Familie in die Alpujarras. Der Festzug der Kastilier zog durch die Stadt hinauf zur Alhambra.